# Deep Purple in Rock
Deep Purple in Rock, o simplemente In Rock, es el cuarto álbum de estudio de la banda británica de hard rock Deep Purple, publicado el 5 de junio de 1970 en el Reino Unido a través de la discográfica Harvest Records y en Estados Unidos a través de Warner Bros. Records. Este trabajo supone el debut del bajista Roger Glover y del vocalista Ian Gillan, que junto a los miembros fundadores Ian Paice, Ritchie Blackmore y Jon Lord, compondrían la formación más exitosa de la banda, conocida como Mark II.
In Rock obtuvo buenas reseñas y ventas, y está considerado como uno de los primeros álbumes de heavy metal por publicaciones como Rolling Stone o Allmusic. Entre las canciones del disco se encuentran «Speed King», un tema rápido y agresivo que abre el álbum, y «Child in Time», de más de diez minutos de duración y en el que destacan el registro vocal de Gillan y el solo de guitarra de Blackmore. En algunos países también se incluyó el sencillo «Black Night», grabado durante las sesiones del álbum.

## Antecedentes

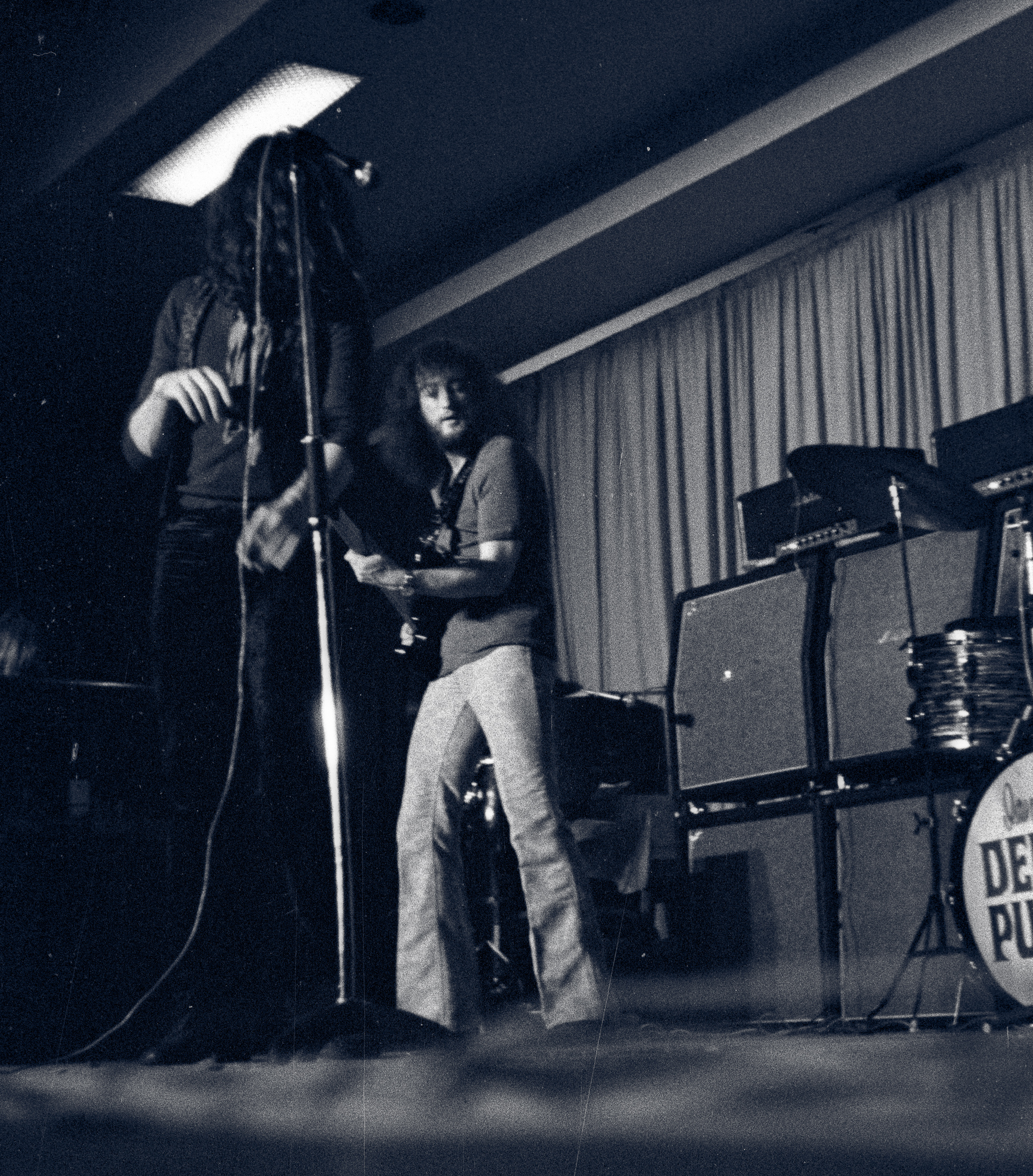
Ian Gillan y Roger Glover hicieron su debut en Deep Purple con este álbum.

En junio de 1969, Deep Purple publicó su tercer trabajo, titulado de manera homónima. Poco después el bajista Nick Simper y el vocalista Rod Evans dejaron la banda. Los restantes miembros del grupo, el teclista Jon Lord, el batería Ian Paice y el guitarrista Ritchie Blackmore, decidieron cambiar la dirección musical y contrataron al vocalista Ian Gillan y Roger Glover, ambos miembros de Episode Six. Esta nueva formación comenzó a componer nuevas canciones, más agresivas que las anteriores. Por su parte, Lord retomó su idea de combinar la música clásica de los grandes compositores con el rock. A pesar de que los restantes miembros recelaron de la idea, los gerentes de su discográfica estaban entusiasmados con ella, ya que permitía a la banda conseguir una mayor atención. El resultado del plan de Lord fue un concierto realizado con la Orquesta Filarmónica Real, publicado con el nombre de Concerto for Group and Orchestra en septiembre de ese año.

## Grabación
La grabación del álbum comenzó en octubre de 1969, pero la mala situación económica obligó a la banda a realizar conciertos durante las sesiones. Tetragrammaton Records, la discográfica que se encargaba de publicar los trabajos de Deep Purple en Estados Unidos, estaba en bancarrota y no pudo promocionar el álbum. Finalmente, Warner Bros. Records compró Tetragrammaton a principios de 1970 y pagó además las deudas acumuladas por la banda.
Las grabaciones terminaron en abril de 1970, después de casi ocho meses. Deep Purple utilizó dos estudios, IBC y De Lane Lea, en función de su disponibilidad; Andy Knight fue el productor de las sesiones realizadas en el primero y Martin Birch de las del segundo. Además, la banda también grabó algunos temas en los estudios Abbey Road, con la producción de Philip McDonald. Además, los miembros empezaron a interesarse por la producción y ellos mismos realizaron la mezcla.
Durante las grabaciones, Ritchie Blackmore se reunió con su excompañero en The Outlaws, Mick Underwood, que estaba grabando un disco del proyecto Quatermass. Underwood le mostró la canción «Black Sheep of the Family» que entusiasmó al guitarrista. Años más tarde, durante las sesiones de grabación del disco Stormbringer, Blackmore quiso versionar este tema pero los demás miembros se negaron. Este hecho provocó que el músico se retirara del grupo en 1975 y formara Rainbow.

## Canciones
El tema que abre el disco, «Speed King», fue la primera composición tras la llegada de Glover y Gillan. Fue el bajista quien ideó el riff y, sobre este, el grupo comenzó a improvisar hasta quedar terminada. Gillan escribió rápidamente las letras y utilizando como influencia versos de canciones de Little Richard, Elvis Presley y Lonnie Donegan. A pesar de lo que pudiera pensarse, el título no es una referencia a la anfetamina, «sino simplemente a cantar desesperadamente rápido».
«Bloodsucker» es conducida por un riff que combina blues y heavy metal, y su letra habla sobre el lado parasitario de la naturaleza humana. La cara A termina con la pista de mayor duración, «Child in Time». Este tema de diez minutos surgió después de que Lord tocara en su teclado la canción «Bombay Calling» del grupo It's a Beautiful Day y le hiciera algunos arreglos; las letras, por su parte, tienen como temática la Guerra Fría y la amenaza nuclear. El estribillo está compuesto de gritos de Gillan seguido por un largo solo interpretado por Blackmore.
La cara B comienza con «Flight Of The Rat», una composición influenciada por «El vuelo del moscardón» de Nikolái Rimski-Kórsakov y en el que destacan los extensos solos de Lord y Blackmore. En su letra, de temática antidroga, el vocalista explora el lado oscuro de la personalidad. «Into the Fire», la pieza más lenta y breve del disco, también tiene una letra opuesta al consumo de drogas. Por su parte, en «Living Wreck» es conducida por una funky pista de batería de Ian Paice. La última pista del álbum es «Hard Lovin' Man», dedicada al productor Martin Birch, y en la que el sonido distorsionado del órgano apoya a la guitarra de Blackmore.

## Diseño artístico

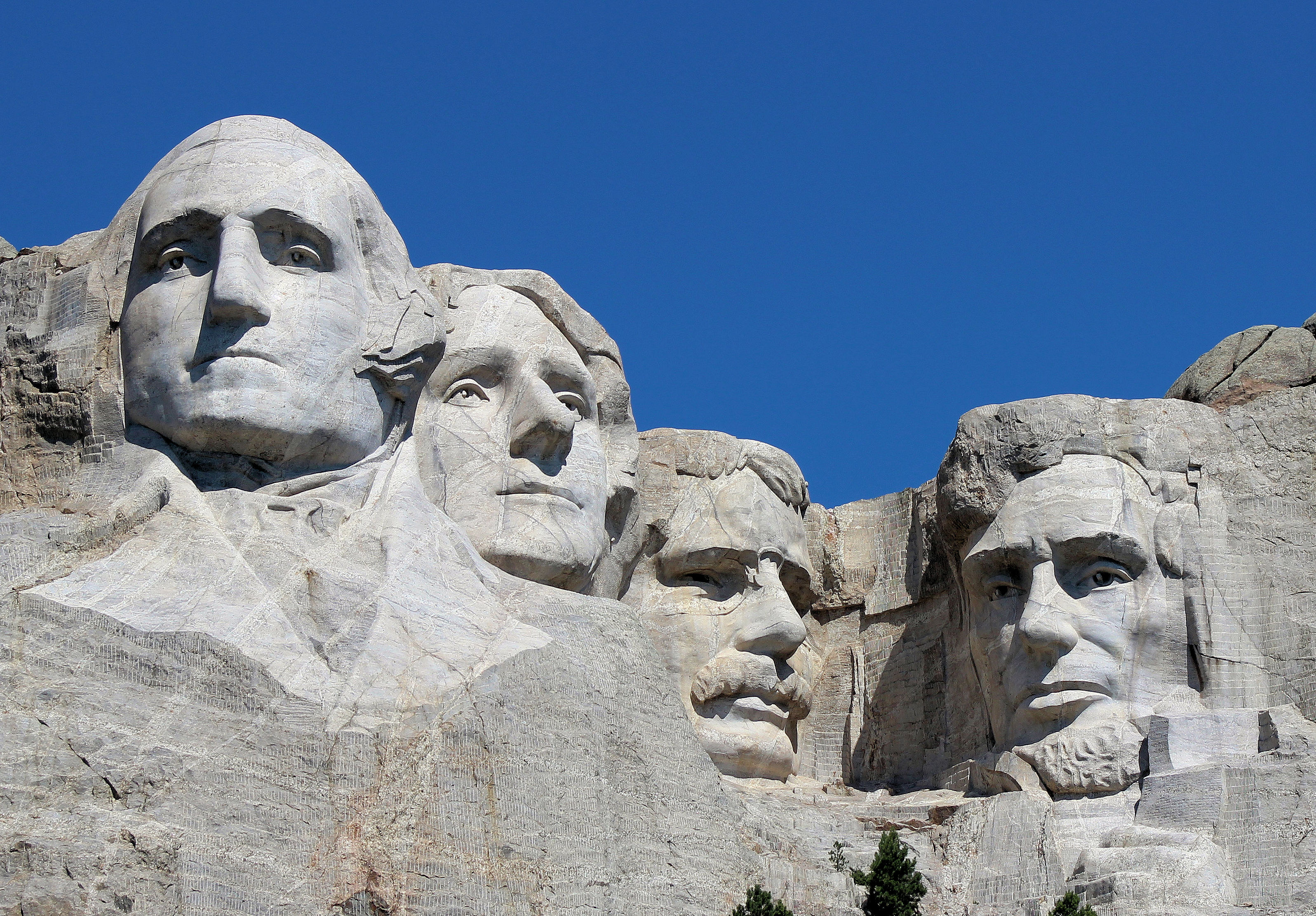
Fotografía del Monte Rushmore, que sirvió de inspiración para realizar la portada. De izquierda a derecha las efigies de George Washington, Thomas Jefferson, Theodore Roosevelt y Abraham Lincoln.

La portada, ideada por el gerente del grupo Tony Edwards, muestra el Monte Rushmore con las efigies de los miembros de Deep Purple en sustitución de los rostros de los presidentes. Ian Gillan aparece a la izquierda en lugar de George Washington, Ritchie Blackmore en la posición de Thomas Jefferson, Jon Lord en el puesto de Theodore Roosevelt y Roger Glover en el lugar de Abraham Lincoln. Al ser cuatro los legisladores esculpidos, Ian Paice aparece a la derecha de Glover sin reemplazar a ningún presidente.

## Lanzamiento
Debido a los problemas financieros de Tetragrammaton Records, la publicación de Deep Purple in Rock se retrasó un tiempo. Finalmente, la filial de EMI, Harvest Records lanzó el disco en Reino Unido en junio de 1970.
Harvest publicó la primera edición del álbum en vinilo, con las letras de las canciones y con fotografías individuales en blanco y negro de cada uno de los cinco miembros del grupo en el libreto. Desde entonces, distintas ediciones del álbum cambiaron el formato, la portada e incluso las canciones. Los cambios más destacados pueden encontrarse en la edición mexicana que incluye el sencillo «Black Night» como primer tema de la cara A y la coreana, que omite las canciones «Child in Time» y «Hard Lovin' Man» por razones culturales. La versión estadounidense, publicada por Warner Bros., cortó la introducción de «Speed King» a poco más de un minuto de duración.
En 1995, EMI publicó una versión remasterizada del álbum por el vigésimo quinto aniversario de su lanzamiento. Esta nueva edición incluye canciones inéditas y remezclas realizadas por Roger Glover, así como una portada con las firmas de los miembros de la banda.

## Recibimiento

### Recepción comercial
Deep Purple in Rock fue un inmediato éxito de ventas y llegó al primer puesto de las listas de países como Alemania, Australia y Austria. En el Reino Unido, el álbum se mantuvo en el ranking durante un año y alcanzó la cuarta posición gracias a la notoriedad del sencillo «Black Night», además fue certificado como disco de oro tras vender cien mil copias. Por su parte, en Estados Unidos únicamente llegó al puesto 143 del Billboard 200, debido posiblemente a su baja distribución; no obstante, en 2001 consiguió un disco de oro por la venta de medio millón de unidades. Ninguno de los sencillos extraídos tuvo el éxito comercial de «Black Night», aunque «Child in Time» llegó al top 10 en los Países Bajos.

### Recepción crítica
Deep Purple in Rock fue de inmediato un éxito de crítica. Por su parte, los cinco miembros del grupo también quedaron satisfechos con el álbum. Eduardo Rivadavia de Allmusic lo calificó con cuatro estrellas y medio de cinco posibles y escribió: «[In Rock] estableció el modelo sonoro que inmortalizaría a la Mark II y fue uno de los álbum que definieron el heavy metal». Rivadavia mencionó además que «“Flight of the Rat” abre la cara B y con sus ocho minutos de duración encuentra espacio para los extensos solos de Lord y Blackmore». Matthijs van der Lee, de Sputnikmusic, alabó las habilidades musicales de cada miembro de la banda y comentó que «todos tienen la oportunidad de brillar». Sid Smith de BBC Music destacó que el conjunto «subió el listón» gracias a la formación rítmica formada por Glover y Paice y que sustentaban los riffs duros como diamantes de Blackmore. Smith añadió además que «ni Robert Plant alcanzaría las inquietantes octavas de Gillan en este disco». Por su parte, la revista Rolling Stone lo calificó como «un trabajo dinámico y frenético que suena como MC5», y posteriormente seleccionó a «Child in Time» entre las diez mejores interpretaciones vocales de la historia del rock y la destacó como «una pieza épica de diez minutos que muestra el fabuloso rango vocal del vocalista Ian Gillan». En 2010, Robert Dimery y Michael Lydon lo incluyeron en su libro 1001 discos que hay que escuchar antes de morir, donde fue calificado como un «hito del hard rock» y destacó temas como «Speed King», «en la que Glover homenajea a Jimi Hendrix» o «Into The Fire» «cuyo feroz riff es casi digno de Black Sabbath».

## Gira

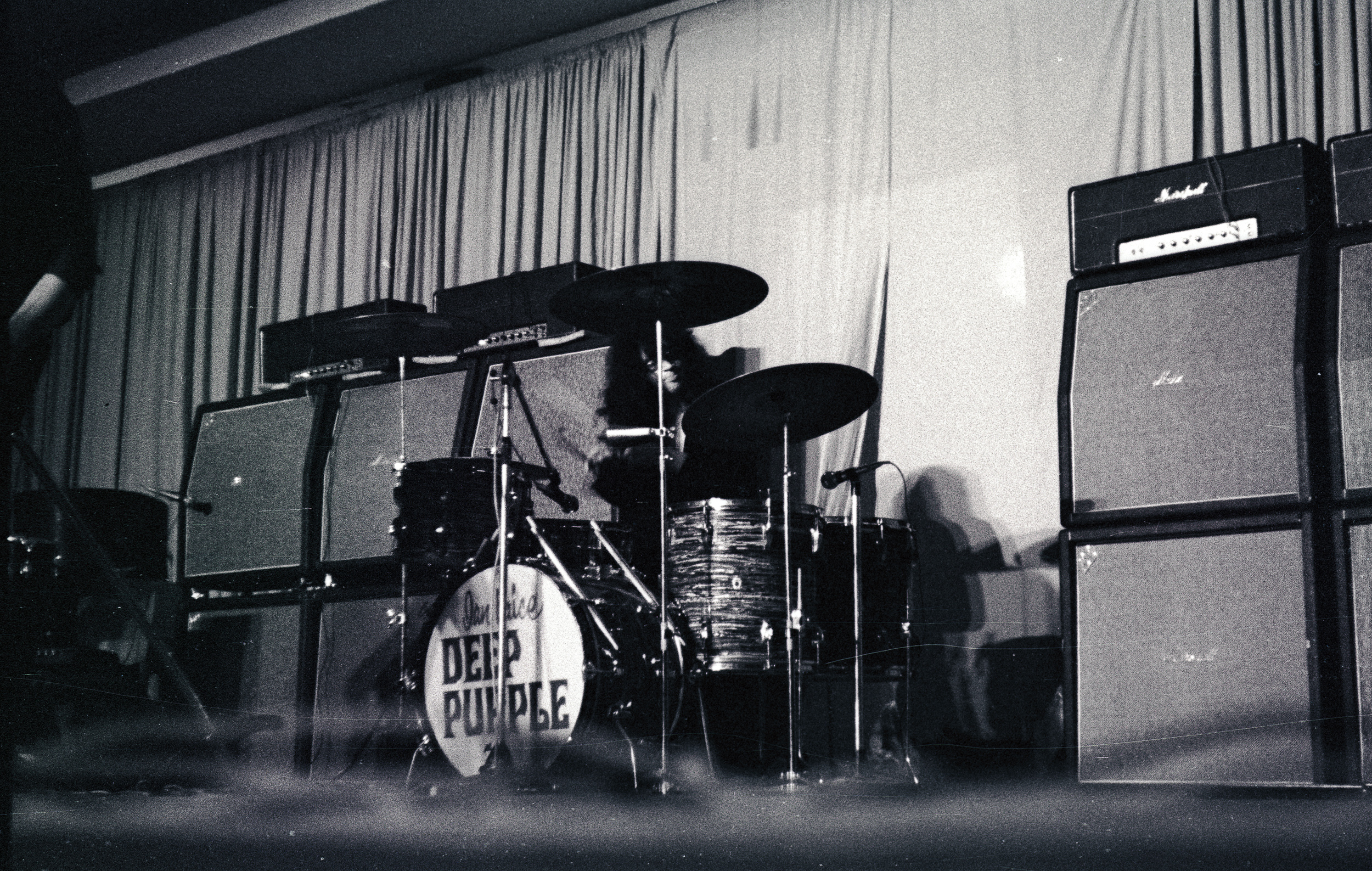
Ian Paice actuando en Hannover en diciembre de 1970.

Durante la grabación del álbum, Deep Purple actuó en directo con asiduidad. El éxito de «Black Night» en las listas permitió al grupo realizar una aparición en el programa televisivo Top of the Pops, el mismo día que Black Sabbath interpretó «Paranoid». La lista de canciones consistió principalmente en temas del disco junto con pistas de sus anteriores trabajos como «Mandrake Root» o «Wring That Neck», así como una versión de «Paint It Black» de The Rolling Stones. Durante las partes instrumentales Gillan se centró en tocar las congas y agitar su cabeza al ritmo, algo que posteriormente sería popularizado como headbanging. En ocasiones, algunos amplificadores eran cubiertos de gasolina para posteriormente ser incendiados.
Mientras en Europa el grupo disfrutaba de éxito, la quiebra de Tetragrammaton Records había provocado que su popularidad en Estados Unidos fuera cosa del pasado, por lo cual el conjunto no mostró especial interés en actuar en dicho país. Warner Bros. Records absorbió a la discográfica pero no mostró mucho interés por Deep Purple. En vez de promocionar In Rock, su nuevo sello optó por la grabación original de Concerto for Group and Orchestra, a pesar de que la agrupación había realizado una nueva versión junto a la Orquesta Sinfónica de Los Ángeles en el anfiteatro Hollywood Bowl.
En septiembre de 1970 comenzó la grabación de su quinto álbum de estudio, no obstante, el grupo continuó con la gira; razón por la cual, el disco, titulado Fireball; no saldría a la venta hasta el verano de 1971.

## Lista de canciones
Todas las canciones escritas y compuestas por Ritchie Blackmore, Ian Gillan, Roger Glover, Jon Lord e Ian Paice

| Cara A |                 |          |  |
| N.º    | Título          | Duración |  |
| 1.     | «Speed King»    | 5:48     |  |
| 2.     | «Bloodsucker»   | 4:10     |  |
| 3.     | «Child in Time» | 10:14    |  |

| Cara B |                     |          |  |
| N.º    | Título              | Duración |  |
| 1.     | «Flight Of The Rat» | 7:51     |  |
| 2.     | «Into The Fire»     | 3:28     |  |
| 3.     | «Living Wreck»      | 4:27     |  |
| 4.     | «Hard Lovin' Man»   | 7:11     |  |
| 41:46  |                     |          |  |

Fuente: Allmusic.

## Créditos
| Deep Purple - Ritchie Blackmore - guitarra - Ian Gillan - voz - Jon Lord - teclados - Ian Paice - batería - Roger Glover - bajo | - Deep Purple - producción y arreglos - Andy Knight - ingeniería (pistas 1, 3, 5 y 6) - Martin Birch - ingeniería (pistas 4 y 7) - Phil McDonald - ingeniería (pista 2) - Ernie Campagna - coordinador de producción - Jason Butera - asistente de ingeniería - Steve Hoffman - masterizado - Mike Brown y Alan Hall - fotografía - Simon Robinson - texto del libreto |

Fuente: Libreto del álbum Deep Purple in Rock.

## Posición en las listas
| País           | Lista              | Mejor posición | Ref.   |
| -------------- | ------------------ | -------------- | ------ |
| Alemania       | Top 100 Albums     | 1              | [ 35 ] |
| Australia      | ARIA               | 1              | [ 36 ] |
| Austria        | Alben Top 75       | 1              | [ 37 ] |
| Dinamarca      | Top 40 Chart       | 8              | [ 53 ] |
| Estados Unidos | Billboard 200      | 143            | [ 41 ] |
| Finlandia      | Mitä hittiä        | 9              | [ 54 ] |
| Francia        | Top 200 Albums     | 7              | [ 55 ] |
| Italia         | FIMI Albums Chart  | 7              | [ 56 ] |
| Japón          | Oricon Album Chart | 93             | [ 57 ] |
| Noruega        | VG-lista           | 5              | [ 35 ] |
| Polonia        | OLiS               | 9              | [ 37 ] |
| Reino Unido    | UK Albums Chart    | 4              | [ 38 ] |

## Certificaciones
| País           | Certificación | Ventas  | Ref.   |
| -------------- | ------------- | ------- | ------ |
| Estados Unidos | Oro           | 500 000 | [ 43 ] |
| Francia        | Oro           | 100 000 | [ 58 ] |
| Reino Unido    | Oro           | 100 000 | [ 40 ] |